# I. Ottó sváb herceg
I. Ottó sváb herceg, németül: Otto I. von Schwaben (?, 954 – Lucca, 982. október 31.) sváb herceg 973 és 982 között, valamint I. Sváb Ottó néven bajor herceg 976 és 982 között.

## Élete
Liudolf sváb herceg és Ida sváb hercegnő fia. Ottó herceget II. Ottó német király jelölte a bajor hercegi trónra 976-ban, miután II. „Civakodó” Henriket elmozdította ebből a pozícióból.
980-ban a császári kísérettel ment Itáliába. A cotronei csatában szerzett sebeibe halt bele Lucca városában, földi maradványait Aschaffenburgban helyezték végső nyugalomra.
Ottó herceg utód nélkül halt meg. Feleségéről az ismert forrásokban nem található információ, feltehetőleg nem volt felesége.